# Buridava
Buridava, conform scrierilor geografului grec Ptolemeu, este capitala tribului geto-dac al burilor, localizată în orașul Ocnele Mari, județul Vâlcea. În traducere liberă înseamnă cetatea sau orașul burilor.
Alături de cetățile de la Grădiștea și Tetoiu, au făcut parte dintr-un sistem defensiv ingenios în partea de sud-est a reședinței regilor daci din Sarmizegetusa munților Orăștiei.
Însă importanța Buridavei era și apărarea neprețuitei bogății a locului, sarea.

## Localizarea cetății
Se știa de mai mult timp de Buridava romană care se găsea pe teritoriul localității Stolniceni, la aceea dată localitate componentă a orașului Ocnele Mari, fără a se bănui că Buridava dacică se afla la circa 5 km. Se știa că dava romană era de o dată mai recentă ca urmare a alungării populației dacice din vatra străbună în timpul ocupației romane.
Întâmplarea face ca prin anul 1960 un profesor din Ocnele Mari, Gheorghe Moșteanu, care avea o grădină într-un loc numit Cosota, să găsească săpând, cioburi de oale de lut. Observând ceva mai deosebit la ele, le-a dus la fostul muzeu raional Vâlcea. Conducerea muzeului le-a dat spre studiu profesorului Dumitru Berciu, care a stabilit originea lor dacică și a hotărât deschiderea unui șantier arheologic. Cu acest prilej a fost descoperită o necropolă din care au fost scoase la lumină o serie de obiecte din lut cum sunt cești, farfurii și vase. Într-un mormânt a fost găsite chiar și cercuri din banda de fier, posibile cercuri de butoi.
Dar ce este mai important, este că pe unele cioburi de ceramică au fost găsite inscripții ca REB, MARK și BUR, acesta din urmă pare să ateste ca provin de la populația burilor, locuitorii cetății.

Pe o vază de lut s-a găsit inscripția BASILEO THIAMARCOS EPOIEI, numele regelui local.